# Marlène Samoun
Marlène Samoun, née à Tlemcen (Algérie française, aujourd'hui Algérie), est une chanteuse française spécialisée dans les musiques traditionnelles de la Méditerranée, en particulier les musiques judéo-espagnoles. Son répertoire compte aussi des chants en arabe, yiddish et romani. Les observateurs situent son style « entre jazz et Orient »

## Carrière
En 2002 et 2012, elle participe en tête d'affiche au Festival des Musiques Juives, de Carpentras. Le 20 septembre 2005, le chanteur Enrico Macias l'invite à chanter le titre Moise salio sur la scène du théâtre des Champs-Élysées, à Paris.  
Chanteuse engagée, Marlène Samoun participe au concert organisé le 11 septembre 2010 à l’hôtel de ville de Paris à l'occasion de la 3e journée internationale contre le terrorisme. En mars 2014, elle est invitée par le Collège d'études mondiales à chanter des chants d'exil à l'occasion d'un colloque international organisé sur ce thème.

## Discographie
Marlène Samoun a consacré deux albums aux musiques juives liturgiques et profanes venues des Espagnes médiévales, du Maghreb, d’Europe de l'Est  et des Balkans.
- Sur la route, trésor des musiques juives, 1998, Co-Production Toupim / Night & Day[9]
- Notches, Notches, 2000, Co-Production Toupim / La Lettre Sépharade[10]